# Remy Bonjasky
Remy Bonjasky (Paramaribo, Surinam, 10. siječnja 1976.) je surinamsko - nizozemski boksač, kickboksač, K-1 borac. Tri puta je bio prvak K-1 World Grand Prixa 2003., 2004., i 2008. godine. Bio je poznat po svojim letećim udarcima i napadom koljenima, stoga je dobio nadimak "The Flying Gentleman ".
Bonjasky je rođen u Paramaribu u Surinamu, preselio se u Tilburg u Nizozemsku, kada je imao 5 godina. Tek je s 18 godina počeo trenirati kickboxing, prvu borbu je imao s 19 godina protiv Valentijna Overeema.
Godine 2003. osvojio je K-1 World Grand Prix u Tokiju, pred 70.000 gledatelja, naslov mu je donio 400.000 dolara. Godinu dana poslije ponovo je osvojio naslov svjetskog prvaka. Svoj treći naslov osvojio je 2008. godine.
Odustao je od K-1 World Grand Prix turnira u Yokohami i nije se boriti u 2010. godini, te je razmišljao o mirovini nakon operacije oka u kolovozu iste godine. Otvorio je teretanu i akademiju u gradu Almereu 2010. godine.
Nakon tri godine izbivanja iz ringa zbog ozljede oka, Bonjasky se borio protiv Andersona Silve u Bruxellesu 6. listopada 2012. Nakon tri runde, borba je završila neriješeno te se išlo u dodatnu rundu, Bonjasky je pobijedio odlukom sudaca.
U ožujku 2014. u Zagrebu je imao svoju posljednju borbu na događaju „Glory 14”, u kojoj je pobijedio Mirka Filipovića većinskom odlukom sudaca.

## Vanjske poveznice
- Službena stranica